# Gesine Schiel
Gesine Schiel (* 29. März 1976 in Stockholm) ist eine ehemalige deutsche Fechterin, die 1997 mit der Florett-Mannschaft Dritte bei der Weltmeisterschaft wurde.

## Leben
Aufgewachsen in Frankfurt begann die Arzttochter Gesine Schiel im Alter von zehn Jahren beim Fechtclub Offenbach mit dem Sport, mit zwölf Jahren zog sie nach Tauberbischofsheim und schloss sich dem dortigen FC Tauberbischofsheim an. In Tauberbischofsheim besuchte Schiel die Kaufmännische Schule Tauberbischofsheim. 1994 gewann sie die Junioreneuropameisterschaft.
Bei der Fechtweltmeisterschaft 1997 gehörten die zurückgetretenen Anja Fichtel und Zita Funkenhauser nicht mehr zur deutschen Mannschaft. Sabine Bau und Monika Weber hatten mit Rita König und Gesine Schiel zwei junge Fechterinnen an ihrer Seite; zusammen belegten sie den dritten Platz in der Mannschaftswertung hinter den Fechterinnen aus Italien und Rumänien und gewannen damit eine Bronzemedaille. Für diesen Erfolg erhielten Gesine Schiel und ihre Kolleginnen der deutschen Fechtmannschaft vom Bundespräsidenten das Silberne Lorbeerblatt.
Bei den Olympischen Spielen 2000 in Sydney bildeten Bau, König und Weber die deutsche Mannschaft. Gesine Schiel reiste als Ersatzfechterin nach Australien, wurde aber nicht eingesetzt. Bei der Fechtweltmeisterschaft 2001 belegte Gesine Schiel mit der deutschen Mannschaft den sechsten Platz.